# Трапоклово
Трапоклово (болг. Трапоклово) — село в Болгарии. Находится в Сливенской области, входит в общину Сливен. Население составляет 418 человек.

## Политическая ситуация
В местном кметстве Трапоклово, в состав которого входит Трапоклово, должность кмета (старосты) исполняет Кирил Киров (Болгарская социалистическая партия).
Кмет (мэр) общины Сливен — Стефан Радев (ГЕРБ).